# 普請奉行
普請奉行（ふしんぶぎょう）とは、武家の役職の1つ。江戸幕府や旗本および諸藩に設置された役職。

## 江戸幕府の場合
江戸幕府においては、芙蓉の間席で従五位下に叙せられる諸大夫役。別名は、御普請奉行。ここでいう普請は、仏教用語で「ひろく大衆に労役に従事してもらう」という意味である。
お城の石垣普請や縄張り、地取などの土木関係の諸業務や上水の管理を司る役割。定員は概ね2名程度。老中支配で、役高は2000石。寛文6年（1666年）に役料500俵となったが、天和2年（1682年）にこれは廃止になった。下に普請下奉行、改役、普請方などの役があった。
作事奉行、小普請奉行とあわせ下三奉行（しもさんぶぎょう）といった。

## 諸藩の場合
諸藩でも普請奉行職が置かれたが、筑後柳河藩のように普請役と呼称される場合や越後長岡藩のように普請奉行を統括する非常置の普請大奉行職を置く場合もあった。
戸田氏時代の美濃大垣藩では人員3、4人。